# Agrioglypta excelsalis
Agrioglypta excelsalis is een vlinder uit de familie van de grasmotten (Crambidae). De wetenschappelijke naam van de soort is voor het eerst gepubliceerd in 1866 door Francis Walker.
De spanwijdte bedraagt ongeveer 2 centimeter.

## Voorkomen
De soort komt voor in Bhutan, India (Andamanen en Nicobaren), Thailand, Papoea-Nieuw-Guinea, Australië (Queensland), Nieuw-Caledonië.

## Waardplanten
De rups leeft op Ficus coronata, Ficus macrophylla en Ficus macrophylla. De rups leeft in een door zijdedraden bij elkaar gehouden omhulsel van bladeren.